# Bad Apple!!
"Bad Apple!!"은 상하이 앨리스 환악단에서 제작한 동방 프로젝트 시리즈의 네 번째 작품이자 1998년 슈팅 게임 동방환상향 사운드트랙에 수록된 여섯 번째 트랙이다. 이 기악곡은 원래 NEC PC-9800 컴퓨터 플랫폼에서 FM 음원 칩을 사용하여 161 분당 비트로 게임의 세 번째 스테이지에서 연주되도록 설계되었다. 유튜브에서 140만 회 이상의 조회수를 기록한 동방환상향 버전은 공식 동방 앨범인 아큐의 되살아나지 않는 악보 vol.1에 수록된 곡을 리메이크한 것으로, 2006년 5월 21일에 발매되었다.
이 곡은 나중에 알스트로메리아 레코드에서 커버하고, 그에 따라 함께 제작된 흑백 그림자극 영상(일반적으로 그림자 아트라고 불린다)으로 유명해졌다. 이 영상은 2000년대 후반 동방의 인기가 절정에 달했을 때 일본 인터넷 밈이 되었고, 2010년대 중반에는 이 흑백 영상이 구형 하드웨어, 샌드박스 비디오 게임(예: 마인크래프트) 내에서 만들어진 디스플레이, 기타 특이한 매체(예: 기계식 텔레비전)와 같은 기묘한 매체로 포팅되면서 그래픽 테스트로 재유행했다. 2025년 1월 기준으로 유튜브에서 1억 회 이상의 조회수를 달성했다.

## 노래
2007년 5월 20일, 제4회 레이타이사이 당일에 일본 가수 nomico가 참여한 더 긴 커버 버전이 마사요시 미노시마가 이끄는 동인 서클 알스트로메리아 레코드의 앨범 Lovelight에 발매되었다. 이 곡은 원래 사운드트랙과 유사성이 거의 없었으며, 멜로디 샘플을 거의 사용하지 않았고, 앨범에서 유일한 보컬 곡이었으며, 우울증과 무감정에 대한 가사로 주목받았다.
2017년 5월부터 2018년 8월까지 알스트로메리아 레코드는 그들의 "Bad Apple!!" 버전을 완전히 리믹스 및 커버한 "10th Anniversary Bad Apple!!" 앨범 시리즈를 발매했다.

### 뮤직 비디오
2008년 6월 8일, 니코니코 동화의 한 사용자가 알스트로메리아 레코드 버전 기반의 조잡한 스토리보드 영상을 업로드하고 누군가 애니메이션을 만들어 달라고 요청했다. 여러 애니메이션 영상이 등장하기 시작했지만, 성공작은 비교적 적었다.
2008년 10월부터 2009년 10월까지 아니라(일본어: あにら)가 이끄는 공동 그룹이 스토리보드를 기반으로 한 그림자 아트(흑백) 애니메이션 영상을 제작하여 2009년 10월 26일에 니코니코에 공개했다. 이 영상은 인터넷 밈으로 빠르게 인기를 얻었다. 2018년 9월 기준으로 원래 니코니코 업로드는 2,600만 회 이상 조회되었으며, 최근(2025년 1월 기준) 1억 회 조회수를 기록한 유튜브 재업로드도 있다. 이 영상 자체는 동방비상천까지의 윈도우 시대 동방 프로젝트 등장인물들이 서로 전환되는 모습을 묘사하고 있다.
2020년 5월 21일, 아니라 그룹의 애니메이션은 공식 뮤직 비디오가 되어 알스트로메리아 레코드에서 발매되었다.
2025년 May월 기준 기준으로 이 뮤직 비디오는 유튜브에서 1억 6백만 회 조회수를 기록했다.

### 그래픽 및 오디오 테스트로 영상 활용
이 곡은 2010년대 중반에 그림자 아트 영상이 2세대 비디오 게임기와 그래프 계산기에 포팅되면서 인기가 상승했다. 이는 원래 풀 모션 비디오를 재생할 수 없을 것으로 추정되는 기기들로, 레트로컴퓨팅 데모씬 경쟁을 위한 것이었다. 이러한 포팅에 기여한 프로그래머 피터 델은 이 영상이 "Hello, World!" 프로그램의 그래픽 버전에 해당하게 되었다고 설명했다.
- 2014년 6월, "8088 Domination" 데모에는 1981년 IBM 5150에서 640×200 해상도 및 초당 30프레임으로 "Bad Apple!!" 그림자 영상을 렌더링하는 부분이 포함되었다.[19][20]
- 2014년 6월, "Bad Apple!!"의 약 2분 분량이 코모도어 64로 포팅되어 단면 디스켓에 2000프레임, 초당 12프레임으로 담겼다.[21]
- 2015년까지 "Bad Apple!!"은 벡트렉스 콘솔,[22][23] 아타리 2600, 패밀리컴퓨터, 메가 드라이브 및 텍사스 인스트루먼트 TI-84 Plus series 그래프 계산기에 포팅되었다.[22]
- 2019년, 스테판 호케널은 128×176 해상도 및 60 fps로 영상(소리 없음)을 렌더링하도록 아두이노 메가를 프로그래밍했다.[24]
- 2022년 12월 17일, DJ Sures는 NABU 컴퓨터에 "Bad Apple!!"을 포팅한 영상을 유튜브에 게시했다.[25]
- 2023년, 여러 레딧 사용자들이 그 해의 r/place 행사 중에 "Bad Apple!!"을 재애니메이션했다. 주로 동방, 오스!, 하츠네 미쿠 서브레딧 간의 협업이었지만, 다른 여러 서브레딧도 애니메이션을 돕는데 참여했으며, 완성까지 약 72시간이 걸렸다.[26][27]